# Persone di nome José/Politici
| Questa pagina contiene informazioni ricavate automaticamente dalle voci biografiche con l'ausilio del template Bio e di un bot. L'aggiornamento è periodico e automatico e ricostruisce completamente la pagina. Se manca una persona in questa lista, sei pregato di non aggiungerla, ma accertati piuttosto che la sua voce biografica contenga il template Bio e che i dati anagrafici siano correttamente compilati. Se il template Bio manca, inseriscilo tu stesso o, in alternativa, metti l'avviso {{tmp\|Bio}} che ne segnala la mancanza. Se i dati riportati sono sbagliati, correggi direttamente la voce biografica; le modifiche saranno visibili in questa lista entro pochi giorni. Per chiarimenti vedi il progetto antroponimi. La lista contiene solo le 150 persone che sono citate nell'enciclopedia e per le quali è stato implementato correttamente il template Bio. Pagina aggiornata al 22 lug 2025. |

Questa è una lista di persone presenti nell'enciclopedia che hanno il nome José e sono politici.

## A(10)
- José Antonio Aguirre, politico spagnolo (Bilbao, n. 1904 - Parigi, † 1960)
- Arnoldo Alemán, politico nicaraguense (Managua, n. 1946)
- José Alencar, politico brasiliano (Muriaé, n. 1931 - San Paolo, † 2011)
- José de Alencar, politico e scrittore brasiliano (Messejana, n. 1829 - Rio de Janeiro, † 1877)
- José Antonio Alonso, politico e giurista spagnolo (León, n. 1960 - Madrid, † 2017)
- José Antonio Ardanza, politico spagnolo (Elorrio, n. 1941 - Gautegiz Arteaga, † 2024)
- Pepe Auth Stewart, politico cileno (Santiago del Cile, n. 1957)
- Eligio Ayala, politico paraguaiano (Mbuyapey, n. 1879 - † 1930)
- José Azcona del Hoyo, politico honduregno (La Ceiba, n. 1927 - Tegucigalpa, † 2005)
- José María Aznar, politico spagnolo (Madrid, n. 1953)

## B(7)
- José Ballivián, politico boliviano (La Paz, n. 1804 - Rio de Janeiro, † 1852)
- José Manuel Balmaceda, politico cileno (Santo Domingo, n. 1840 - Santiago del Cile, † 1891)
- José Balta, politico peruviano (Lima, n. 1814 - Lima, † 1872)
- Gerardo Barrios, politico e generale salvadoregno (San Juan Lempa, n. 1813 - San Salvador, † 1865)
- José Francisco Barrundia, politico guatemalteco (n. 1787 - New York, † 1854)
- José María Bocanegra, politico messicano (Labor de la Troje, n. 1794 - Città del Messico, † 1862)
- José Luis Bustamante y Rivero, politico peruviano (Arequipa, n. 1894 - Lima, † 1989)

## C(14)
- José Plácido Caamaño, politico ecuadoriano (Guayaquil, n. 1837 - † 1901)
- José María Calatrava, politico e giurista spagnolo (Mérida, n. 1781 - Madrid, † 1846)
- José Canalejas Méndez, politico spagnolo (Ferrol, n. 1854 - Madrid, † 1912)
- Bruno Carranza Ramírez, politico costaricano (San José, n. 1822 - San José, † 1891)
- José María Carreño, politico venezuelano (Cúa, n. 1792 - † 1849)
- José Antonio Carrillo, politico e militare messicano (n. 1796 - † 1862)
- José de Carvajal y Lancaster, politico spagnolo (Cáceres, n. 1698 - Madrid, † 1754)
- José Joaquín Casas Castañeda, politico colombiano (Chiquinquirá, n. 1866 - Bogotà, † 1951)
- Pedro Castillo, politico, sindacalista e insegnante peruviano (Puña, n. 1969)
- José María Castro Madriz, politico costaricano (San José, n. 1818 - San José, † 1892)
- Jose Cojuangco, politico e imprenditore filippino (Malolos, n. 1896 - Manila, † 1976)
- José Justo Corro, politico messicano (Guadalajara, n. 1794 - Guadalajara, † 1864)
- José Camilo Crotto, politico e avvocato argentino (Dolores, n. 1863 - Buenos Aires, † 1936)
- Chito Gascon, politico e attivista filippino (Manila, n. 1964 - † 2021)

## D(24)
- José Barroso, politico portoghese (Lisbona, n. 1956)
- Ulisses Correia e Silva, politico capoverdiano (Praia, n. 1962)
- José Luiz Del Roio, politico italiano (San Paolo, n. 1942)
- José Matías Delgado, politico e presbitero salvadoregno (San Salvador, n. 1767 - San Salvador, † 1832)
- Porfirio Díaz, politico e generale messicano (Oaxaca de Juárez, n. 1830 - Parigi, † 1915)
- José Napoleón Duarte, politico salvadoregno (Santa Ana, n. 1925 - San Salvador, † 1990)
- José Cecilio del Valle, politico honduregno (Honduras, n. 1780 - † 1834)
- José Joaquín de Herrera, politico messicano (Jalapa, n. 1792 - Tacubaya, † 1854)
- José Joaquín de Olmedo, politico e poeta ecuadoriano (Guayaquil, n. 1780 - † 1847)
- José da Silva Carvalho, politico portoghese (Santa Comba Dão, n. 1782 - Lisbona, † 1856)
- José Paranhos, visconte di Rio Branco, politico e diplomatico brasiliano (Salvador de Bahia, n. 1819 - Rio de Janeiro, † 1880)
- Federico Tinoco Granados, politico e generale costaricano (San José, n. 1868 - Parigi, † 1931)
- José da Silva Lisboa, politico brasiliano (Salvador, n. 1756 - Rio de Janeiro, † 1835)
- José Paranhos, barone di Rio Branco, politico, geografo e diplomatico brasiliano (Rio de Janeiro, n. 1845 - Rio de Janeiro, † 1912)
- José de Antequera y Castro, politico e rivoluzionario spagnolo (Panama, n. 1689 - Lima, † 1735)
- José de La Mar, politico peruviano (Cuenca, n. 1778 - Cartago, † 1830)
- José Ignacio de Márquez, politico colombiano (Ramiriquí, n. 1793 - Bogotà, † 1880)
- José Domingo de Obaldía, politico panamense (David, n. 1845 - † 1910)
- José de Salamanca y Mayol, politico e imprenditore spagnolo (Malaga, n. 1811 - Carabanchel Bajo, † 1883)
- José María Urbina, politico ecuadoriano (Quito, n. 1808 - Guayaquil, † 1891)
- José Miguel de Velasco, politico boliviano (Santa Cruz de la Sierra, n. 1795 - Santa Cruz de la Sierra, † 1859)
- Manuel de la Peña y Peña, politico messicano (Tacuba, n. 1789 - † 1850)
- José de la Riva Agüero, politico peruviano (Lima, n. 1783 - Lima, † 1858)
- José Eduardo dos Santos, politico, ingegnere e generale angolano (Luanda, n. 1942 - Barcellona, † 2022)

## E(3)
- José Rufino Echenique, politico peruviano (Puno, n. 1808 - Lima, † 1887)
- José de Escandón, politico spagnolo (Soto de la Marina, n. 1700 - † 1770)
- José Maria Eymael, politico e avvocato brasiliano (Porto Alegre, n. 1939)

## F(4)
- José Fernández Madrid, politico colombiano (Cartagena, n. 1789 - Londra, † 1830)
- José Figueres Ferrer, politico costaricano (San Ramón, n. 1906 - San José, † 1990)
- José María Figueres, politico costaricano (San José, n. 1954)
- José Figueroa Alcorta, politico argentino (Córdoba, n. 1860 - Buenos Aires, † 1931)

## G(13)
- Bebeto, politico e ex calciatore brasiliano (Salvador, n. 1964)
- Ernesto García, politico messicano (Nieves, n. 1884 - Nieves, † 1955)
- José García-Margallo y Marfil, politico spagnolo (Madrid, n. 1944)
- José María Gil-Robles, politico spagnolo (Madrid, n. 1935 - Madrid, † 2023)
- José María Gil-Robles y Quiñones, politico spagnolo (Salamanca, n. 1898 - Madrid, † 1980)
- José Giral, politico e chimico spagnolo (Santiago di Cuba, n. 1879 - Città del Messico, † 1962)
- José Antonio Gómez Urrutia, politico cileno (Santiago del Cile, n. 1953)
- José Gregori, politico e avvocato brasiliano (San Paolo, n. 1930 - San Paolo, † 2023)
- José Patricio Guggiari, politico paraguaiano (Asunción, n. 1884 - Buenos Aires, † 1957)
- José María Guido, politico argentino (Buenos Aires, n. 1910 - Buenos Aires, † 1975)
- José Guirao Cabrera, politico spagnolo (Pulpí, n. 1959 - Madrid, † 2022)
- Ángel Gurría, politico, diplomatico e economista messicano (Tampico, n. 1950)
- Mariano Gálvez, politico guatemalteco (Città del Guatemala, n. 1790 - Città del Messico, † 1862)

## I(3)
- José Ibáñez Martín, politico spagnolo (Valbona, n. 1896 - Madrid, † 1969)
- José María Iglesias, politico messicano (Città del Messico, n. 1823 - Città del Messico, † 1891)
- José Miguel Insulza, politico cileno (Santiago del Cile, n. 1943)

## J(5)
- José Luís Jesus, politico e diplomatico capoverdiano (Ribeira Grande, n. 1950)
- Salvador Jorge Blanco, politico dominicano (Santiago de los Caballeros, n. 1926 - Santo Domingo, † 2010)
- José Batlle y Ordóñez, politico e giornalista uruguaiano (Montevideo, n. 1856 - Montevideo, † 1929)
- José Joaquín Álvarez de Toledo, XVIII duca di Medina Sidonia, politico spagnolo (Madrid, n. 1826 - Madrid, † 1900)
- José P. Laurel, politico, avvocato e giudice filippino (Tanauan, n. 1891 - Tanauan, † 1959)

## K(1)
- José Antonio Kast, politico cileno (Santiago del Cile, n. 1966)

## L(6)
- José Yves Limantour, politico e economista messicano (Città del Messico, n. 1854 - Parigi, † 1935)
- José López Domínguez, politico spagnolo (Marbella, n. 1829 - Madrid, † 1911)
- José López Portillo, politico messicano (Città del Messico, n. 1920 - Città del Messico, † 2004)
- José López Rega, politico e poliziotto argentino (Buenos Aires, n. 1916 - Buenos Aires, † 1989)
- José Jorge Loureiro, politico e militare portoghese (Lisbona, n. 1791 - Lisbona, † 1860)
- José Hilario López, politico colombiano (Popayán, n. 1798 - Neiva, † 1869)

## M(14)
- José Ramón Machado Ventura, politico e rivoluzionario cubano (San Antonio de las Vueltas, n. 1930)
- José Luis Martínez-Almeida, politico spagnolo (Madrid, n. 1975)
- José Antonio Meade Kuribreña, politico e economista messicano (Città del Messico, n. 1969)
- José María Melo, politico colombiano (Chaparral, n. 1800 - Messico, † 1860)
- José Gregorio Monagas, politico venezuelano (Aragua de Barcelona, n. 1795 - Maracaibo, † 1858)
- José Ruperto Monagas, politico venezuelano (Aragua de Barcelona, Anzoátegui, n. 1831 - Aragua de Barcelona, Anzoátegui, † 1880)
- José Tadeo Monagas, politico venezuelano (Maturín, n. 1784 - Caracas, † 1868)
- José María Montealegre, politico costaricano (San José, n. 1815 - San Francisco, † 1887)
- José Pedro Montero, politico paraguaiano (Asunción, n. 1878 - † 1927)
- José Montilla, politico spagnolo (Iznájar, n. 1955)
- José María Moscoso de Altamira, politico spagnolo (Mondoñedo, n. 1788 - Madrid, † 1854)
- José Moñino y Redondo, conte di Floridablanca, politico spagnolo (Murcia, n. 1728 - Siviglia, † 1808)
- José Mujica, politico e guerrigliero uruguaiano (Montevideo, n. 1935 - Montevideo, † 2025)
- José Raúl Mulino, politico e diplomatico panamense (David, n. 1959)

## N(1)
- José Tomás Nabuco de Araújo, politico brasiliano (Salvador, n. 1813 - Rio de Janeiro, † 1878)

## O(2)
- José María Orellana Pinto, politico e generale guatemalteco (El Jícaro, n. 1872 - Antigua Guatemala, † 1926)
- Daniel Ortega, politico, guerrigliero e militare nicaraguense (La Libertad, n. 1945)

## P(13)
- Jinggoy Estrada, politico e attore filippino (Manila, n. 1963)
- José Maria Neves, politico capoverdiano (Santa Catarina, n. 1960)
- Romualdo Pacheco, politico e diplomatico statunitense (Santa Barbara, n. 1831 - Oakland, † 1899)
- José Antonio Páez, politico venezuelano (Curpa, n. 1790 - New York, † 1873)
- José Manuel Pando, politico e generale boliviano (La Paz, n. 1849 - El Alto, † 1917)
- José Pardo y Barreda, politico peruviano (Lima, n. 1864 - Lima, † 1947)
- José Patiño Rosales, politico e diplomatico spagnolo (Milano, n. 1666 - La Granja de San Ildefonso, † 1736)
- José Ignacio Pavón, politico e militare messicano (Veracruz, n. 1791 - Città del Messico, † 1866)
- José C. Paz, politico, giornalista e filantropo argentino (Buenos Aires, n. 1842 - Monte Carlo, † 1912)
- José Ignacio Peralta, politico, funzionario e economista messicano (Colima, n. 1970)
- José María Pino Suárez, politico, poeta e giornalista messicano (Tenosique, n. 1869 - Città del Messico, † 1913)
- José María Plá, politico uruguaiano (Maldonado, n. 1794 - Montevideo, † 1869)
- José Antonio Primo de Rivera, politico spagnolo (Madrid, n. 1903 - Alicante, † 1936)

## Q(1)
- José María Queipo de Llano, politico e storico spagnolo (Oviedo, n. 1786 - Parigi, † 1843)

## R(9)
- José Ramos Preto, politico portoghese (Castelo Branco, n. 1871 - Castelo Branco, † 1949)
- José Ramos-Horta, politico est-timorese (Dili, n. 1949)
- José Fernando Ramírez, politico messicano (El Parral, n. 1804 - Bonn, † 1871)
- José María Reina Andrade, politico guatemalteco (n. 1860 - Santiago di Cuba, † 1947)
- José María Reina Barrios, politico guatemalteco (San Marcos, n. 1854 - Città del Guatemala, † 1898)
- José Relvas, politico portoghese (Golegã, n. 1858 - Alpiarça, † 1929)
- José Antonio Remón Cantera, politico e militare panamense (Panama, n. 1908 - Panama, † 1955)
- Fructuoso Rivera, politico e generale uruguaiano (Montevideo, n. 1784 - Melo, † 1854)
- José Luis Rodríguez Zapatero, politico spagnolo (Valladolid, n. 1960)

## S(8)
- Jose Cojuangco Jr., politico, dirigente sportivo e imprenditore filippino (Manila, n. 1934)
- José Domingues dos Santos, politico e giurista portoghese (Lavra, n. 1885 - Porto, † 1958)
- José Antonio Saraiva, politico brasiliano (Baía, n. 1823 - † 1895)
- José Sarney, politico brasiliano (Pinheiro, n. 1930)
- José Serra, politico e economista brasiliano (San Paolo del Brasile, n. 1942)
- José Serrano, politico statunitense (Mayagüez, n. 1943)
- José Sócrates, politico portoghese (Vilar de Maçada, n. 1957)
- José Manuel Soria, politico e imprenditore spagnolo (Las Palmas de Gran Canaria, n. 1958)

## T(2)
- José Luis Tamayo, politico ecuadoriano (Provincia del Guayas, n. 1858 - † 1947)
- José Joaquín Trejos Fernández, politico costaricano (San José, n. 1916 - San José, † 2010)

## U(1)
- José Evaristo Uriburu, politico e avvocato argentino (Salta, n. 1831 - Buenos Aires, † 1914)

## V(5)
- Renan Calheiros, politico brasiliano (Murici, n. 1955)
- José Gregorio Varela, politico venezuelano
- José María Vargas, politico venezuelano (La Guaira, n. 1786 - New York, † 1854)
- José Mário Vaz, politico guineense (Cacheu, n. 1957)
- José María Velasco Ibarra, politico ecuadoriano (Quito, n. 1893 - Quito, † 1979)

## Y(1)
- José Tomás Ovalle, politico cileno (Santiago del Cile, n. 1787 - Santiago del Cile, † 1831)

## Z(2)
- Andrés Zaldívar, politico e avvocato cileno (Santiago del Cile, n. 1936)
- Manuel Zelaya, politico honduregno (Catacamas, n. 1952)

## Á(1)
- José Luis Ábalos, politico spagnolo (Torrent, n. 1959)